# Heinz Geyer
Heinz Geyer (Mülheim, 27 de junho de 1897 - Blumenau, 13 de junho de 1982) foi um maestro e compositor alemão, que por mais de 50 anos viveu e trabalhou no Brasil.
Heinz Geyer chegou em Blumenau em 1921, etapa de uma viagem que deveria seguir até Buenos Aires. Acabou se interessando pela cidade catarinense, onde fixou residência. 
Foi um dos líderes da Sociedade Teatral Frohsinn, mais tarde Sociedade Dramático-Musical Carlos Gomes, embrião do atual Teatro Carlos Gomes.
No comando do teatro, organizou sua orquestra e coral, além de compor e produzir óperas. Também escreveu canções para coro infantil, música para balé e suítes baseadas no folclore brasileiro.
Regeu a orquestra do teatro pela última vez em 1971.

## Principais obras
- 1950 - Anita Garibaldi, ópera em três atos[6]
- 1965 - Viva o Ministro, comédia musical em três atos
- 1974 - O Imigrante, obra dramático-musical[7]